# Bitwa pod Benešovem
Bitwa pod Benešovem – starcie zbrojne, które miało miejsce w maju 1420 r. w trakcie wojen husyckich.
W maju 1420 r. oddział taborytów dowodzony przez Jana Žižkę skierował się w stronę Pragi, zamierzając przyjść z pomocą oblężonej załodze zamku wyszehradzkiego. W okolicy Benešova, oddział Žižki natknął się na siły Zygmunta I, składające się z rycerstwa i znacznej liczby służby. Taboryci szybko otoczyli się wozami, uniemożliwiając jeździe przeciwnika skuteczną szarżę. Równocześnie działa taboru wozowego ostrzelały Niemców, którzy aż do wieczora nie podejmowali kolejnych ataków. Wieczorem większość rycerzy niemieckich udała się do obozu na spoczynek, co wykorzystali taboryci, obchodząc miasto i przypuszczając niespodziewany atak na tyły wroga. Atak wywołał panikę w szeregach niemieckich, a w ręce czeskie dostał się ich cały obóz. W walce nie zginął żaden taboryta. W konsekwencji oddziały Žižki wkroczyły dnia 20 maja do Pragi.